# جيمس لامونت (كاتب)
جيمس لامونت (بالإنجليزية: James Lamont)‏ هو كاتب سيناريو بريطاني، ولد في 15 يونيو 1982.

## وصلات خارجية
- الموقع الرسمي
- جيمس لامونت على موقع IMDb (الإنجليزية)
- جيمس لامونت على موقع قاعدة بيانات الفيلم (الإنجليزية)